# Azeríes
Los azeríes, (en azerí: Azәrilәr) también llamados azerbaiyanos(en azerí: Azərbaycanlılar) y turcos azeríes (en azerí: Azərbaycan Türkləri), son un pueblo de lengua túrquica del noroeste de Irán y la República de Azerbaiyán. Son predominantemente musulmanes chiitas.
La mayor población de azeríes se encuentra en Irán, seguida de la de Azerbaiyán. Es el grupo étnico más numeroso de la República de Azerbaiyán y el segundo en los vecinos Irán y Georgia.
Forman el grupo étnico más grande de Azerbaiyán (más del 90%), donde los azeríes tienden a dominar la mayor parte de los aspectos del país. A diferencia de la mayor parte de los que residen en Irán, la mayoría de los azeríes de Azerbaiyán están secularizados tras décadas de ateísmo soviético. La tasa de alfabetización es alta —otra herencia soviética— y está estimada en el 98,8%. Mientras que los azeríes urbanos reciben educación, la educación es comparativamente inferior en áreas rurales; existe una disparidad similar con la asistencia médica.

## Etnónimo
El etnónimo moderno de "azerbaiyanos" se refiere a los turcos de la República de Azerbaiyán y en ocasiones del Azerbaiyán iraní. Por su parte, el etnónimo "azeríes" se refiere a los miembros de la etnia, sean o no residentes en esa región; en efecto, parte de la población de lengua azerí vive en el este de Turquía, en parte de Georgia, Armenia y la República de Daguestán (Rusia), así como en algunas zonas de Irán fuera del Azerbaiyán, tales como las provincias de Ardebil, Qazvín y Zanyán.
Los azeríes históricamente fueron llamados por otros musulmanes, turcos, persas o ajams (ﻋﺠﻢ) y la identificación religiosa prevaleció sobre la identificación étnica. Después de la ocupación del sur del Cáucaso por el Imperio ruso en el siglo XIX, las autoridades rusas, que tradicionalmente se refirieron a todos los turcos como tártaros, definieron a los tártaros que vivían en la región de Transcácauso como «caucásicos» o «tártaros azeríes» para distinguirlos de otros grupos turcos.
El etnónimo "azerbaiyanos" fue utilizado por Joseph Denike, que hacía notar que

La agrupación puramente lingüística] [no] coincide con la agrupación somatológica: así los Aderbeijani de Cáucaso y Persia, que hablan una lengua turca, tienen el mismo tipo físico que los hadjemis-persas, que hablan una lengua iraní.

En las publicaciones en idioma azerí, la expresión “nación azerbaitani”, que se refiere a los que se conocían como tártaros en el Cáucaso, apareció por primera vez en el periódico "Kashkul" en el año 1880.

## Orígenes del pueblo azerí
Los azeríes son considerados un pueblo turco, debido a su lengua túrquica. Se cree que los azeríes modernos son principalmente los descendientes de los albaneses caucásicos y los pueblos iraníes que vivían en las áreas del Cáucaso y el norte de Irán, respectivamente, antes de la turquificación. Siglos de migración turca y turbulencia de la región ayudaron a formular la identidad étnica azerí contemporánea.

### Turquificación
La primera incursión turca importante del área ahora conocida como Azerbaiyán comenzó y se aceleró durante el período selyúcida. La migración de los turcos Oghuz desde el Turkmenistán actual está atestiguada por similitudes lingüísticas, y se mantuvo alta durante el período mongol, ya que muchas tropas bajo los iljanes estaban compuestas por turcos. En el período Safávida, la turquificación de Azerbaiyán continuó con la influencia del Qizilbash, un ejército turco que era la columna vertebral del Imperio Safávida. El mismo nombre Azerbaiyán se deriva del nombre pre-turco de la provincia, Azarbayjan o Adarbayjan, e ilustra un cambio gradual de lenguaje que tuvo lugar ya que los nombres de lugares locales sobrevivieron a la turquificación, aunque en forma alterada.
La mayoría de los académicos ven la turbulencia lingüística de los pueblos indígenas predominantemente no turcos y la asimilación de pequeñas bandas de tribus turcas como el origen más probable para el actual pueblo azerí.

### Origen iraní
Los orígenes iraníes de los azeríes probablemente derivan de antiguas tribus iraníes, como los medos en el Azerbaiyán iraní, y los invasores escitas que llegaron durante el siglo VIII a. Se cree que los medos se mezclaron con los Mannai. Relatos escritos antiguos, como uno escrito por el historiador árabe Al-Masudi, dan fe de la presencia iraní en la región:

Los persas son un pueblo cuyas fronteras son las Montañas Mahat y Azerbaiyán hasta Armenia y Arran, y Bayleqan y Darband, y Ray y Tabaristán y Masqat y Shabaran y Jorjan y Abarshahr, y que es Nishabur, y Herat y Marv y otros lugares de tierra de Khorasan, y Sejistan y Kerman y Fars yAhvaz… Todas estas tierras fueron una vez un reino con un soberano y un idioma … aunque el idioma difería ligeramente. El lenguaje, sin embargo, es uno, ya que sus letras se escriben de la misma manera y se usan de la misma manera en la composición. Hay, entonces, diferentes idiomas como el Pahlavi, Dari, Azari, así como otros idiomas persas.

Según la Encyclopædia Iranica,

Los hablantes turcos de Azerbaiyán (qv) son principalmente descendientes de los hablantes iraníes anteriores”. La presencia continua de bolsillos de hablantes iraníes; Talysh y Caucasian Tats están presentes en Azerbaiyán.

### Origen caucásico
Los azeríes son de origen étnico mixto, el elemento más antiguo derivado de la población indígena del este de Transcaucasia y posiblemente de las medianas del norte de Persia.
Existe evidencia de que, a pesar de las repetidas invasiones y migraciones, los caucásicos aborígenes pudieron haber sido culturalmente asimilados, primero por los antiguos pueblos iraníes y más tarde por los Oghuz. Se ha aprendido una cantidad considerable de información sobre los albaneses del Cáucaso, incluido su idioma, su historia y su temprana conversión al cristianismo. El idioma Udi, todavía hablado en Azerbaiyán, puede ser un remanente del idioma de los albaneses.
Esta influencia caucásica se extendió más al sur hacia el Azerbaiyán iraní. Durante el primer milenio a. C., otro pueblo caucásico, los manayes (Mannai), poblaron gran parte del Azerbaiyán iraní. Debilitados por los conflictos con los asirios, se cree que los mandeos fueron conquistados y asimilados por los medos antes de 590 a. C.

### Genética

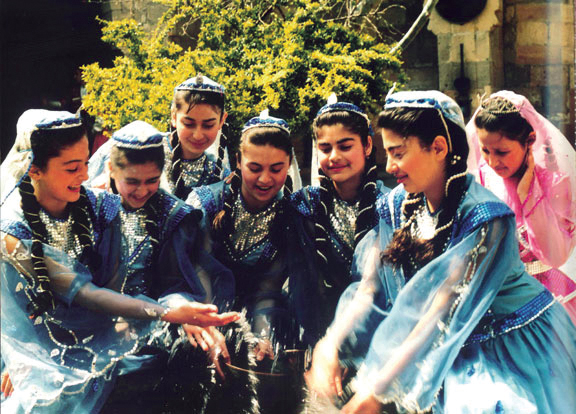
Azeris

Los estudios genéticos demuestran que los azeríes del norte están más estrechamente relacionados con otros pueblos caucásicos como los georgianos y armenios, que con iraníes o turcos. Los azeríes iraníes son genéticamente más similares a los azeríes del norte y la población turca vecina que a las poblaciones turcomanas geográficamente distantes. Sin embargo, también es significativo que la evidencia de la mezcla genética derivada de los asiáticos centrales (específicamente Haplogroup H12), notablemente el turcomano, es más alta para los azeríes que la de sus vecinos georgianos y armenios. Las poblaciones de habla iraní de Azerbaiyán (los talyshi y los tats) están genéticamente más cerca de los azeríes de la República que de otras poblaciones de habla iraní (persa y kurdos de Irán, osetios y tayikos). Dicha evidencia genética respalda la opinión de que los azeríes provienen de una población nativa residente durante mucho tiempo en la zona que adoptó una lengua turca mediante un proceso de “dominación por una élite”, es decir, un número limitado de inmigrantes túrquicos tuvo un impacto cultural sustancial pero dejó solo huellas genéticas patrilineales débiles.

## Demografía y sociedad
La gran mayoría de los azeríes viven en el Azerbaiyán iraní y en la República de Azerbaiyán. Entre 11,2 y 20 millones de azeríes viven en Irán, principalmente en las provincias del noroeste. Aproximadamente 8 millones de azeríes se encuentran en la República de Azerbaiyán. Una diáspora de más de un millón se extiende por el resto del mundo. Según Ethnologue, hay más de un millón de hablantes del dialecto del norte de Azerbaiyán en el sur de Daguestán, Estonia, Georgia, Kazajistán, Kirguistán, Rusia, Turkmenistán y Uzbekistán. Las fuentes, como los censos nacionales, confirman la presencia de azeríes en todos los demás estados de la ex Unión Soviética. Ethnologue informa que 1 millón de azeríes del sur viven fuera de Irán, pero estas cifras incluyen a los turcomanos iraquíes, un pueblo turca distinto aunque relacionado. En todo el mundo hay entre 30 y 35 millones de azeríes.

### En Azerbaiyán
Los azeríes son el grupo étnico más grande de Azerbaiyán (más del 90%), y tienen la segunda comunidad más grande de azeríes étnicos después de Irán. La tasa de alfabetización es alta, y se estima en 99.5%. Azerbaiyán comenzó el siglo XX con instituciones basadas en las de Rusia y la Unión Soviética, con una política oficial de ateísmo y un estricto control estatal sobre la mayoría de los aspectos de la sociedad. Desde la independencia, hay un sistema democrático secular.
La sociedad azerbaiyana se ha visto profundamente afectada por la guerra con Armenia por Nagorno-Karabaj, que ha desplazado a casi un millón de azeríes y ha puesto presión sobre la economía. Azerbaiyán se ha beneficiado de la industria petrolera, pero los altos niveles de corrupción han impedido una mayor prosperidad para las masas. A pesar de estos problemas, hay un renacimiento en Azerbaiyán ya que las predicciones económicas positivas y una oposición política activa parecen decididas a mejorar las vidas de los azeríes promedio.

### En Irán
Los azeríes en Irán se encuentran principalmente en las provincias del noroeste: Azerbaiyán occidental, Azerbaiyán oriental, Ardabil, Zanjan, partes de Hamadan, Qazvin y Markazi. Las minorías azerís viven en los condados de Qorveh y Bijar de Kurdistán, en Gilan, como enclaves étnicos en Galugah en Mazandaran, alrededor de Lotfabad y Dargaz en Razavi Khorasan, y en la ciudad de Gonbad-e Qabus en Golestán. También se pueden encontrar grandes poblaciones azerís en el centro de Irán (Teherán) debido a la migración interna. Son el grupos étnico más grandes después de los persas en Teherán y en la provincia de Teherán, y constituyen el 25% de la población de la ciudad de Teherán y el 30.3% – 33% de la población de la provincia de Teherán, donde se encuentran azeríes en cada ciudad. Muchos azeríes han emigrado y se han reasentado en grandes números en Jorasán, viviendo junto a turcos jorasaníes lingüísticamente relacionados, especialmente en Mashhad.
El resentimiento llegó con las políticas de la dinastía Pahlavi, que reprimieron el uso del idioma azerí en el gobierno local, las escuelas y la prensa. Sin embargo, con el advenimiento de la revolución iraní en 1979, el énfasis se alejó del nacionalismo cuando el nuevo gobierno destacó la religión como el principal factor unificador. Dentro del gobierno revolucionario islámico surgió una facción nacionalista azerí dirigida por Mohammad Kazem Shariatmadari, quien abogó por una mayor autonomía regional, y quería que la constitución fuera revisada para incluir a los secularistas y los partidos de oposición; esto fue negado. Las instituciones religiosas dominan casi todos los aspectos de la sociedad, y el idioma azerí y su literatura están prohibidos en las escuelas iraníes. Hay indicios de disturbios civiles debido a las políticas del gobierno iraní en Azerbaiyán iraní, y una mayor interacción con otros azeríes en Azerbaiyán; las transmisiones satelitales de Turquía y otros países turcos han revivido el nacionalismo azerí.
A pesar de los problemas esporádicos, los azeríes son una comunidad intrínseca dentro de Irán, y las condiciones de vida de los azeríes en Irán se parecen mucho a las de los persas:

Los estilos de vida de los azeríes urbanos no difieren de los persas, y existe un considerable matrimonio entre las clases altas en las ciudades de poblaciones mixtas. Del mismo modo, las costumbres entre los aldeanos azeríes no parecen diferir notablemente de las de los aldeanos persas.

Los azeríes son famosos en el comercio y en los bazares de todo Irán se escuchan sus voces. Los hombres de Azerbaiyán de más edad usan el tradicional gorro de lana, y su música y sus danzas se han convertido en parte de la cultura dominante. Los azeríes están bien integrados, y muchos azeríes son prominentes en la literatura, la política y el mundo clerical persas.